# Institut national de l'audiovisuel
L'Institut national de l'audiovisuel (INA), (in italiano, Istituto nazionale dell'audiovisivo) è un ente pubblico commerciale (établissement public à caractère industriel et commercial) francese, incaricato di archiviare tutte le trasmissioni radiofoniche e audiovisive del paese, come fa la Biblioteca nazionale di Francia con i documenti scritti.

## Storia
Creato con la riforma dell'audiovisivo del 1974 in seguito allo scioglimento dell'ORTF, fu messo in opera il 6 gennaio 1975. Lo Stato Francese dispone di poteri di controllo sull'ente, con la presenza di suoi rappresentanti nel consiglio di amministrazione e con il dovere di rispondere a inchieste e interrogazioni parlamentari.
In seguito alla digitalizzazione degli archivi, il 27 aprile 2006, l'INA ha messo su Internet gratuitamente 100 000 documenti d'archivio, con 10.000 ore di programmi. Esistono tuttavia formule di consultazione a pagamento dei fondi conservati.

## Obiettivi
Prima impresa pubblica ad aver stipulato un contratto di obiettivi e mezzi con lo stato, l'INA ha come missioni:
- la conservazione del patrimonio audiovisivo francese
  - assicurare la registrazione dei programmi
  - conservare e restaurare i fondi
  - offrire servizi documentari aggiornati ed efficienti
  - accrescere l'accessibilita delle collezioni su Internet
- lo sfruttamento e la messa a disposizione del patrimonio
  - sviluppare lo sfruttamento commerciale
  - valorizzare gli archivi a fini scientifici, educativi e culturali
- l'accompagnamento delle evoluzioni del settore audiovisivo con attività di ricerca, produzione e formazione
  - rinforzare la convergenza delle attività di ricerca e sperimentazione verso la missione patrimoniale
  - accrescere il carattere innovativo di creazione e ricerca
  - orientare la formazione professionale verso le tecnologie digitali